# جزين

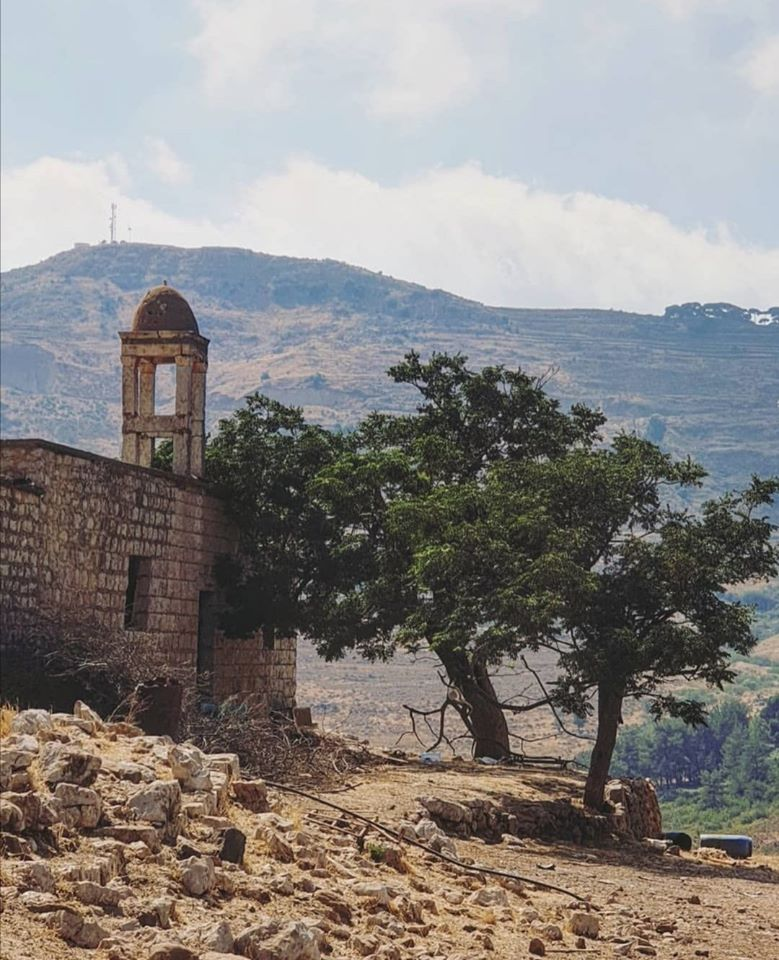
مزرعة داريا، قضاء جزين

جزين هي إحدى القرى اللبنانية من قرى قضاء جزين في محافظة الجنوب، تقع على بعد 40 كم من صيدا و 80 كم إلى الجنوب من بيروت، وتحيط بها قمم الجبال وغابات الصنوبر، ويبلغ متوسط ارتفاعها 950 متر، كما أنها مصيف سياحي وتنتج الأشغال اليدوية كالسكاكين والخناجر التقليدية.

## السكان
سكان جزين هم أساساً مسيحيون كاثوليك من أتباع الكنيسة الكاثوليكية المارونية أو كنيسة الروم الملكيين الكاثوليك. وتقع البلدة على سفوح جبال تومات نيحا وتحيط بها غابات الصنوبر وكروم العنب والبساتين. تطل البلدة على جرف صخري ضخم ويتمتع الزائر بمنظر خلاب.

## الثقافة
من مختلف الحضارات على مدى الآف السنين وكانت موطن الفينيقيين واحتلها وغزاها الآشوريين والفرس والإغريق والرومان والعرب والصليبيين والعثمانيين والفرنسيين. ويتجلى هذا التنوع في تنوع سكان لبنان وتألفه من مجموعة من الديانات المختلفه وتميزه بالمهرجانات والأنماط الموسيقية والأدب والهندسة المعمارية اللبنانية. تعتبر لبنان مشهورة بالسياحة بالرغم من انقطاعها خلال فترات الصراع. وعلى الرغم من التنوع الديني والمذهبي في لبنان إلا أنها «تتشارك في معظم الثقافات». واستنادا إلى المادة 11 من الدستور اللبناني والتي تنص على أن «اللغة العربية هي اللغة الوطنية الرسمية» ويحدد القانون الحالات اللتي تستخدم فيها اللغة الفرنسية ويتحدث اللبنانيون اللغة العربية في الأماكن العامة والموسيقى والأدب الأصيل في منطقة البحر المتوسط. وقد لعبت جغرافيا البحر الأبيض المتوسط الجبلي في لبنان دورا في تشكيل تاريخ لبنان وثقافتها. أجرى علم الآثار من لبنان اكتشاف حول المنطقة القديمة.

## الاقتصاد
لدى جزين أكبر حقل صنوبر في الشرق الأوسط، وتشتهر بإنتاج الخناجر اليدوية، كما تتمتع جزين بجمال طبيعي لاحتوائها الشلالات والأودية السحيقة والجبال المرتفعة والتي تحوي غابات الصنوبر .

## التاريخ
الاسم جزين، مستمد من اللغة الآرامية وتعني «مستودع» أو «مخزن». ويعتقد كثير من المؤرخين أن جزين كانت بمثابة موقع تخزين للتجار بسبب موقعها الاستراتيجي على طريق القوافل التي تربط ميناء صيدا إلى الشوف ووادي البقاع ثم إلى سورية
جوليان سليم حداد والذي ولد في عام 1887 في جزين، هاجر إلى المكسيك عندما كان عمره 14 سنة. ثم أقام في مكسيكو سيتي، أقام مشاريع والتي كان كارلوس سليم حلو أحد ورثته والذي ولد في 28 يناير عام 1940 في المكسيك وأصبح أغنى رجل في العالم في عام 2007، وفقا لمجلة فوربس.

## المعالم
- شلالات جزين
- مزارات مريم العذراء
- مغارة فخر الدين الثاني

## أعلام
- جان عزيز
- سناء محيدلي
- أنسي الحاج
- جوزيف عازار
- رايموند أزار
- الشهيد الأول